# Jyrki
Jyrki ist ein finnischer männlicher Vorname.

## Herkunft
Jyrki ist die finnische Form von Georg bzw. Jürgen.

## Namenstag
- in Finnland und der orthodoxen Kirche: 23. April

## Varianten
- Yrjö, Jyri und Jori

## Bekannte Namensträger
- Jyrki Aho (* 1974), finnischer Eishockeyspieler und -trainer
- Jyrki Järvi, finnischer Segler und Olympiasieger 2000
- Jyrki Järvilehto (* 1966; JJ Lehto), finnischer Rennfahrer
- Jyrki Jokipakka, finnischer Eishockeyspieler
- Jyrki Katainen, finnischer Politiker
- Jyrki Linnankivi (* 1968; Jyrki 69), finnischer Musiker
- Jyrki Lumme, finnischer Eishockeyspieler